# Alexis Monney
Alexis Monney (8 de enero de 2000) es un deportista suizo que compite en esquí alpino.
Ganó dos medallas en el Campeonato Mundial de Esquí Alpino de 2025, en las pruebas de descenso y combinada por equipo. En la Copa del Mundo consiguió una victoria y cinco podios en total.

## Palmarés internacional
| Campeonato Mundial | Campeonato Mundial | Campeonato Mundial | Campeonato Mundial   |
| Año                | Lugar              | Medalla            | Prueba               |
| ------------------ | ------------------ | ------------------ | -------------------- |
| 2025               | Saalbach (Austria) | Medalla de plata   | Combinada por equipo |
| 2025               | Saalbach (Austria) | Medalla de bronce  | Descenso             |